# Agelasa
Agelasa  (лат.) — род жуков (Coleoptera) из подсемейства козявок (Galerucinae) в семействе листоедов (Chrysomelidae).

## Описание
Переднеспинка со сплошным, лишь посередине ослабленными или узко прерванными поперечными вдавлениями. Надкрылья в густых, совершенно спутанных точках.

## Систематика
В составе рода:
- Agelasa nigriceps Motschulsky, 1861